# Eschenauer See
Der Eschenauer See ist ein Toteissee in der Eggstätt-Hemhofer Seenplatte nördlich des Chiemsees. Er liegt in der Gemeinde Pittenhart im Landkreis Traunstein in Oberbayern. Mit einer Fläche von 18,40 ha ist er nach dem Langbürgner See, dem Hartsee, dem Pelhamer See und dem Schloßsee der fünftgrößte der Seen der Seenplatte und der größte der Seen im Weitmoos, das im Biotopverbund zwischen der Eggstätt-Hemhofer Seenplatte und dem Naturschutzgebiet Seeoner Seen liegt.

## Geographie
Der fast kreisrunde polytrophe See wird von der Ischler Achen durchflossen, die unmittelbar vor ihrer Einmündung die kleine Lienseeachen aufnimmt. Den Abfluss bilden die Ischler Achen und knapp nördlich von dieser deren Seitenarm Alte Achen.